# Referendo constitucional em Portugal (1933)
O Referendo constitucional em Portugal (1933) foi realizado em 19 de março de 1933. Um esboço da Constituição havia sido publicado um ano antes e o público foi convidado a declarar quaisquer objeções na imprensa.  Estes tendiam a permanecer no campo das generalidades e menos de 6.000 pessoas votou contra a nova constituição.  As mulheres foram autorizadas a votar pela primeira vez em Portugal e participaram na Assembleia Nacional. O ensino médio era um requisito para o sufrágio feminino, enquanto os homens precisavam apenas de conseguir ler e escrever.
De acordo com um despacho da Embaixada Britânica em Lisboa, antes do referendo: "De um modo geral, esta nova constituição está recebendo a aprovação que merece. Ele tem uma certa qualidade fascista em sua teoria das "corporações", a qual é uma reversão para as doutrinas medievais do século XVIII. Mas essa qualidade, inadequada à nossa tradição anglo-saxónica, não está fora de lugar num país que até então fundou a sua democracia numa filosofia francesa e a considerou inadequada ao temperamento nacional ". A Embaixada Britânica também apontou que o analfabetismo de Portugal tornava as eleições difíceis e ilusórias.
O referendo constitucional foi realizado em 19 de março de 1933. A nova constituição foi aprovada por 99,5% dos eleitores, em um referendo em que as abstenções foram contadas como votos de apoio. Institucionalizou o Estado Novo, liderado por António de Oliveira Salazar, e previu um presidente e Assembleia Nacional diretamente eleitos, com um mandato de quatro anos.
Houve relatos conflitantes dos resultados do referendo. Michael Derrick, em 1938, dá 1.292.864 Sim; 6.090 contra; 660 estragados e 30.654 abstenções. O coronel Clement Egerton, em 1943, fornece os mesmos nomes que Derrick. Peter Fryer e Patricia McGowan Pinheiro afirmam que os números oficiais eram 580.376 a favor; 5.406 contra e 11.528 abstenções. Hugh Kay fornece, em 1970, 719.364 favor; 5.955 contra; 488.840 abstenções em um eleitorado registrado de 1.214.159, de acordo com os resultados publicados no Diário de Notícias de 20 de março de 1933.
Fryer e McGowan Pinheiro afirmam que a Constituição foi criticada por não permitir que mais de um punhado de pessoas votem "não", mas os autores não explicam como os potenciais eleitores foram reprimidos.  O que é bastante claro é que os números de abstenção são altos.  Hugh Kay ressalta que a abstenção pode ter sido devida ao fato de os eleitores terem recebido um pacote no qual precisavam dizer "sim" ou "não" sem oportunidade de aceitar uma cláusula e rejeitar a outra. 
As consequências deste novo texto foram apontadas pelo historiador Fernando Rosas: “o compromisso genético do Estado Novo com o republicanismo conservador, cujo reflexo é a hibridez semântica e compromissória do texto constitucional fixado em 1933, cedo se esvaziou de conteúdo, com a quase imediata incorporação do essencial desse sector no regime, ou a sua neutralização. Não obstante não haver alterações significativas na estrutura fundamental da Constituição até 1959 [quando Salazar abole o sufrágio direto na eleição do Presidente da República], a prática governativa ia orientar-se, logo a partir de 1933, e em explícita consonância com os princípios da Nova Ordem que se afirmava na Europa, num conjunto de direções precisas que caracterizam a natureza política do Estado Novo (...): a) Uma ditadura drasticamente centralizada (...); b) a supressão prática das liberdades fundamentais (...); c) a criação de um sistema de justiça política cuja espinha dorsal era a polícia política (PVDE - PIDE); d) a instalação de um vasto e policrático aparelho de propaganda e inculcação ideológica a todos os níveis de sociabilidade (...)”.